# Mr.AFFECTiON
『Mr.AFFECTiON』（ミスターアフェクション）は、2020年1月8日に発売されたIDOLiSH7の6枚目のシングルである。
表題曲の「Mr.AFFECTiON」は、スマートフォン向けアプリ『アイドリッシュセブン』内の音楽特番「2019 BLACK OR WHITE」においてŹOOĻとの対決で披露し、優勝したという設定がある。ミュージックビデオはアニメーション制作会社である有限会社オレンジが制作した。

## 収録曲
1. Mr.AFFECTiON
作詞：安藤紗々 作曲・編曲：kz
2. ハツコイリズム
作詞：真崎エリカ 作曲・編曲：山下洋介
3. Mr.AFFECTiON（Off Vocal）
4. ハツコイリズム（Off Vocal）

## ミュージックビデオ
『アイドリッシュセブン』統括プロデューサーの下岡聡吉は本作のミュージックビデオについて、光を強調してアイドルを輝かせるため、あえて暗めの画面にしたと「台北国際動漫節」内のミーティング（2020年2月2日）で説明している。
前述の設定を踏まえ、ライバルとなるほかの3組も有名なアニメ会社がミュージックビデオを手掛けてきた。
「Mr.AFFECTiON」のミュージックビデオは有限会社オレンジが制作した。知名度があまり高くない同社が選ばれたのには以下の理由があった。
- 制作に参加していた『コードギアス 亡国のアキト』と、当時放送されていた元請作品『宝石の国』での表現が、ユニットの方向性に合っていた。
- IDOLiSH7のメンバーの数が多いことから作り手にかかる負荷が大きいが、『宝石の国』を手がけたオレンジであれば信頼できる。
- IDOLiSH7は「ブラホワ」の前年覇者として挑戦者を迎撃する立場にあることから、豪勢なミュージックビデオが望ましく、それにはVFXが必要だった。

同作のミュージックビデオは歴史的な古城や凍った湖などを舞台にしつつも、実際はスタジオで撮影されたという設定があり、現地撮影しているかのような臨場感の演出にオレンジのVFXが用いられており、監督もVFX出身の山本健介が手掛けた。
アイナナ関連ユニットの振り付けを行うソリッド・キューブ全面協力のもと、ダンスの制作が行われた。2018年9月ごろに同プロダクションに依頼が寄せられ、その翌月には山本とのイメージ共有が行われた。山本はCGWORLDとのインタビューの中で「自分は振り付けについては完全に素人なので、具体的なリクエストは収録現場で出していくことが多かったです。打ち合わせのときには[中略]ざっくりとした希望だけ伝えさせていただきました」と振り返っている。
ソリッド・キューブ代表の原田奈美は、山本の要望や各種コンテの内容から従来のユニットのイメージとは大幅に異なると判断し、今までIDOLiSH7の振り付けを担当してきた奥山敬人ではなく、ジャズを中心に様々なダンスに明るいという理由からKAZOOとYOUKEY★という別の振付師に依頼した。そして、KAZOOがメインのサビなどおおよそのダンスの方向性を定めた後、それをもとにYOUKEY★がたたき台となる振り付けを作り、それを現場で修正していく流れがとられた。YOUKEY★はCGWORLDとのインタビューの中で、振り付けを考える中で歌詞をいかに具現化させることを重視し多と話している。また、本作ではコンテンポラリーダンスの要素も含まれていたため、各人の個性を引き立たせ、悲しみや苦しみといった感情を上手く伝えられるように演出したと語っている。

## 反響
アニメージュプラスが業務用通信カラオケ「JOYSOUND」で利用された楽曲回数をもとに集計したランキング（集計期間：2021年1月1日～2021年11月30日）によると、「Mr.AFFECTiON」はアイナナ楽曲の中で9番目によく歌われたとされている。

### 受賞・ノミネート
「Mr.AFFECTiON」のミュージックビデオは、「CGWORLD AWARDS」の作品賞／CGアニメーション部門にノミネートされた。